# Gustavs grabb
Gustavs grabb är en roman av Leif GW Persson från 2011. Boken är en skönlitterär roman, men lånar drag ur författarens eget liv. Boken beskrivs i förordet som "ett sätt för mig att återförsäkra mig i min roll som författare, trots att det mesta som står här säkert är sant". Boken tar upp olika teman, bland annat kärleken till fadern och en klassresa som den författaren själv genomgått i sitt liv. Boken tar också upp författarens ständigt försämrade relation till sin mor. Modern är ofta sjuk, i boken antyds att hon är psykiskt sjuk och Leif får, som barn, ofta ta hand om sin mor. Bland annat så lurar modern Leif att det finns en mal i hans garderob som kommer äta upp honom om han inte ligger snällt och somnar. Hon överdriver även Leifs symtom på förkylning när han är ett barn och ser till att han får genomgå en onödig tonsillektomi. När Leifs far dör vägrar hon till slut sonen rätten att delta i planerandet av faderns begravning. Leif GW Persson beskrev skrivandet av romanen i en artikel i Dagens Nyheter:
| ” | Att skriva en skröna om några poliser som försöker sätta dit en mördare är en sak. Det är som att sitta och berätta en historia, den kan vara rolig eller sorglig, men det är helt invändningsfritt mot dig själv. Sedan när du ska slänga upp dina egna inälvor på disken då blir det något annat, det är inte så jävla muntert. | „ |